# Sinagoga vecchia maggiore di Monaco
La sinagoga vecchia maggiore di Monaco (conosciuta anche come sinagoga Herzog-Max-Straße), oggi scomparsa, era la più grande tra le sinagoghe della città di Monaco di Baviera, in Germania. Costruita tra il 1883 e il 1887 in stile neoromanico, fu una delle tre sinagoghe monumentali della Germania la cui demolizione fu decretata dalle autorità naziste nell'estate del 1938, prima ancora che la quasi totalità di esse andasse distrutta nel novembre dello stesso anno negli incendi della notte dei cristalli (Kristallnacht).

## Storia

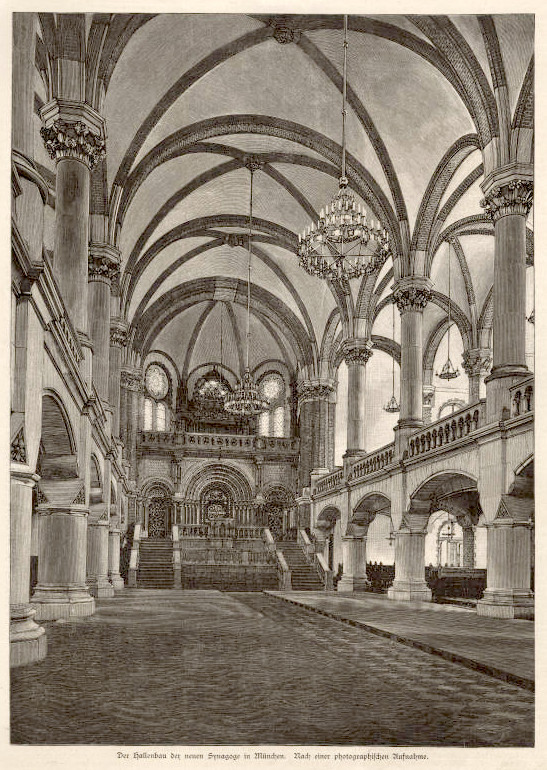
L'interno della sinagoga

Nell'Ottocento la comunità ebraica di Monaco di Baviera aveva conosciuto uno straordinario sviluppo economico e demografico. Si imponeva così l'edificazione di nuovi e più ampi luoghi di culto. La costruzione ebbe inizio nella primavera 1883 su progetto in stile neoromanico dell'architetto tedesco Albert Schmidt, autore anche di altri importanti progetti architettonici in città. La cerimonia di inaugurazione avvenne il 16 settembre 1887 alla presenza della massime autorità civili e religiose. La posizione centrale sulla Herzog-Max-Straße e le dimensioni monumentali ne fecero subito uno degli edifici più caratteristici e importanti della città.
La sinagoga era imponente. Al momento della sua inaugurazione era per grandezza la terza sinagoga tedesca dopo la sinagoga nuova di Berlino e la sinagoga nuova di Breslavia. L'esterno aveva una massiccia facciata con torrioni laterali e una grandiosa cupola ottagonale. L'interno, che poteva ospitare comodamente seduti 1.000 uomini e 800 donne, presentava un monumentale impianto basilicale con pilasti e colonne e un soffitto a volte.
Proprio per la sua visibilità e bellezza architettonica la sinagoga finì ben presto nel mirino delle autorità naziste decise ad eliminare le tracce più evidenti della presenza ebraica in Germania, soprattutto a Monaco, con Norimberga una delle città-simbolo del movimento nazista.
Nel mezzo delle persecuzioni naziste, le celebrazioni per il cinquantesimo della sinagoga nel 1937 si svolsero in tono minore. La comunità si era già notevolmente ridotta, e nubi ancor più minacciosi si addensavano all'orizzonte.
Dopo una visita a Monaco di Baviera nel 1938, lo stesso Adolf Hitler si lamentò che la sinagoga era troppo vicina al famoso centro esposizioni d'arte, la Deutsches Kuenstlerhaus. Nonostante che l'edificio fosse stato costruito da un architetto tedesco in un austero stile "tedesco" e fosse perfettamente armonizzato con il contesto urbano, agli occhi di Hitler la presenza di ebrei bastava a dare un'immagine negativa dell'importante via del centro città. Fu dato immediato ordine di demolire la sinagoga prima delle celebrazioni della "festa dell'arte tedesca" programmate per l'8 luglio 1938.
Nel giugno 1938 la sinagoga vecchia maggiore di Monaco divenne così la prima tra le sinagoghe monumentali della Germania ad essere demolite dalle autorità naziste. Lo stesso destino toccherà quindi alla sinagoga maggiore di Norimberga (agosto 1938) e alla sinagoga vecchia di Dortmund (settembre 1938), prima ancora che la quasi totalità delle oltre 1.000 sinagoghe tedesche andasse distrutta nel novembre dello stesso anno negli incendi della notte dei cristalli (Kristallnacht).
Per giustificare l'esproprio, le autorità cittadine addussero futili motivi di traffico e viabilità e procedettero quanto più velocemente possibile con i lavori di demolizione, iniziati il 9 giugno 1938. Il grande organo della sinagoga fu venduto alla Diocesi di Monaco che lo collocò nella chiesa di St. Korbinian, dove andrà distrutto nel 1944 in un bombardamento. Al posto della sinagoga fu allestito un parcheggio.
La comunità ebraica di Monaco che nel 1930 contava circa 10.000 membri fu praticamente annientata con l'Olocausto, per rinascere nel dopoguerra ed espandersi quindi nuovamente soprattutto negli ultimi decenni con l'arrivo di numerosi immigrati dai paesi dell'Europa dell'est.

## Memoria

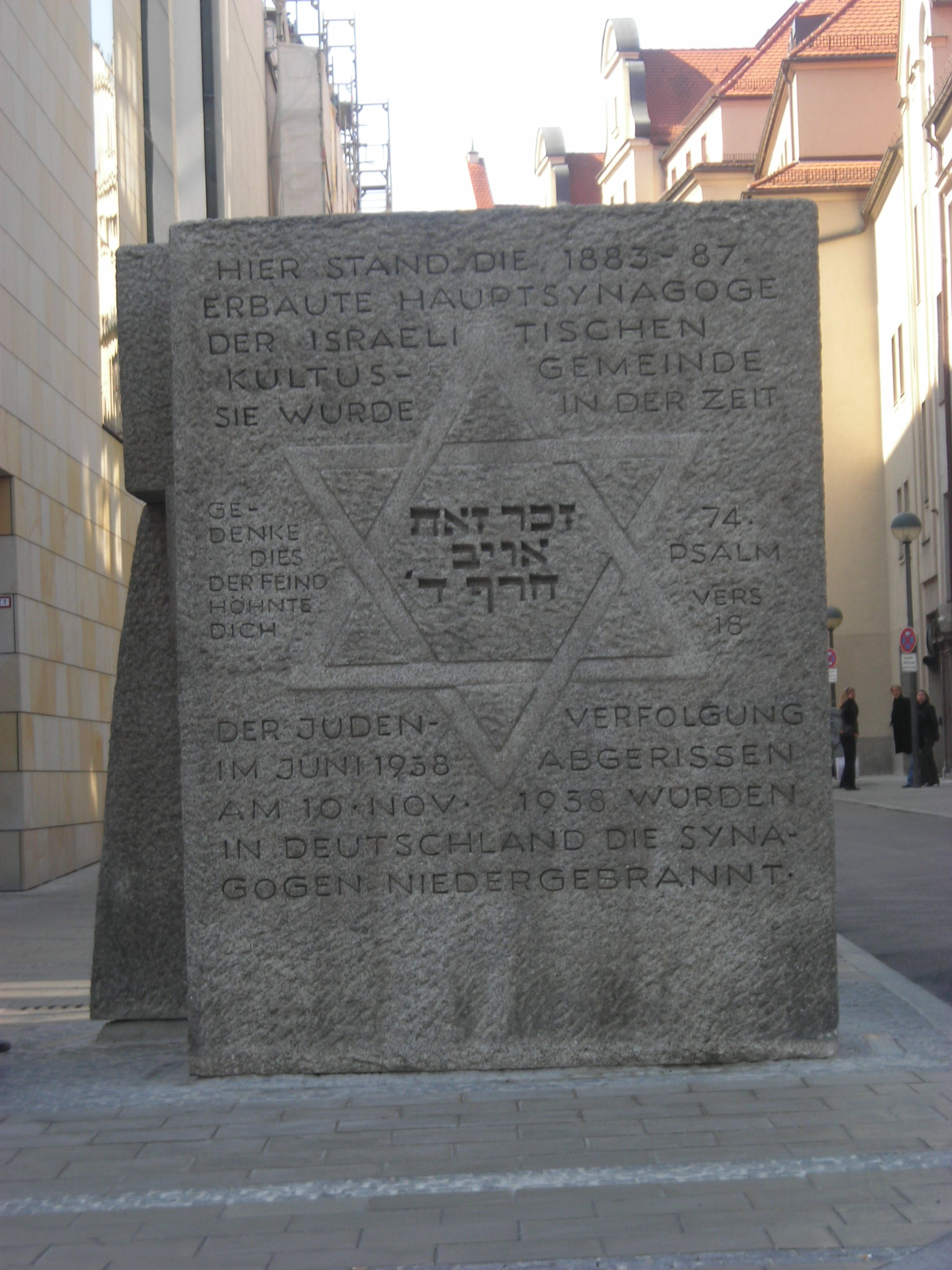
Il memoriale della sinagoga

Dal 1969, una pietra commemorativa, opera di Herbert Peters, ricorda la sinagoga sulla Herzog-Max-Straße, all'angolo con la Maxburgstraße.
Nel 1999 la proprietà dell'area, tornata nel frattempo in possesso della comunità ebraica locale, fu venduta per finanziare la costruzione della nuova sinagoga Ohel Jakob, inaugurata nel 2006.
Nel luglio 2023 nel fiume Isar sono stati ritrovati alcuni ruderi riferibili all'edificio demolito nel 1938.